# Lithophane nigricans
Lithophane nigricans är en fjärilsart som beskrevs av Stanislaus Klemensiewicz 1912. Lithophane nigricans ingår i släktet Lithophane och familjen nattflyn. Inga underarter finns listade i Catalogue of Life.